# Thomas Hong
Thomas Insuk Hong (Seul, 2 luglio 1997) è un pattinatore di short track sudcoreano naturalizzato statunitense.

## Biografia
È nato a Seul in Corea del Sud. All'età di quattro anni si è trasferito a nel Maryland con la madre, la sorella e la nonna. Suo padre vive in Corea del Sud.
Ha studiato finanza all'Università del Maryland, College Park. Ha iniziato a pattinare all'età di cinque anni.
Ha rappresentato gli Stati Uniti d'America ai Giochi olimpici invernali di Pyeongchang 2018 nel concorso dei 500 metri e della staffetta 5.000 m metri.